# Miroculitus
Miroculitus is een geslacht van haften (Ephemeroptera) uit de familie Leptophlebiidae.

## Soorten
Het geslacht Miroculitus omvat de volgende soorten:
- Miroculitus emersoni